# Thịnh Thế Tài
Thịnh Thế Tài (chữ Hán: 盛世才; bính âm: Shèng Shìcái; Wade–Giles: Sheng Shih-ts'ai) (1897 – 13 tháng 7 năm 1970, Đài Loan) là một lãnh chúa Trung Hoa từng cai trị Tân Cương từ ngày 12 tháng 4 năm 1933 đến ngày 29 tháng 8 năm 1944.
Sinh tại Khai Nguyên, Liêu Ninh, ông từng phục vụ trong Quốc dân quân. Đầu tiên ông được cử đến Tân Cương dưới quyền Tỉnh trưởng Kim Thụ Nhân vào năm 1930. Ông trấn áp được Loạn Kumul (tháng 2 năm 1931 – tháng 10 năm 1931) với sự giúp đỡ của Liên Xô, nhưng đổi lại là chủ quyền của Tân Cương.
Tổng lãnh sự Xô viết tại Urumqi có vai trò như một viên thái thú bên cạnh Thịnh, buộc Thịnh phải tham vấn người Nga trước khi ra bất kì quyết định gì.. Tân Cương trở thành một "vệ tinh của Xô viết", hoàn toàn do Xô viết khống chế.
Năm 1936, sau khi Thịnh Thế Tài trục xuất 20,000 người Kazakh từ Tân Cương sang Thanh Hải, quân Hán Hồi dưới quyền tướng Mã Bộ Phương đã thẳng tay tàn sát những người Hồi giáo Kazakh này, chỉ còn lại 135 người sống sót.
Thịnh tiến hành chiến dịch thanh trừng tại Tân Cương cùng thời điểm với đợt Đại thanh trừng của Stalin vào năm 1937 trong Chiến tranh Tân Cương (1937). Thịnh được mật vụ Xô viết NKVD hỗ trợ, đã dựng lên một âm mưu Trotskyist quy mô và một "kế hoạch Trotskyist phát xít" hòng lật đổ Liên Xô. Tổng lãnh sự Xô viết Garegin Apresoff, các tướng Mã Hổ Sơn, Ma Shaowu, Mahmud Sijan, lãnh tụ Tân Cương trên danh nghĩa Huang Han-chang, và Hoja-Niyaz, nằm trong số 435 nhân vật bị cáo buộc trong vụ này. Tân Cương hoàn toàn nằm trong vòng kiểm soát của Liên Xô. Stalin cũng chống đối Đảng Cộng sản Trung Quốc.
Theo yêu cầu của Joseph Stalin, Thịnh gia nhập Đảng Cộng sản Liên Xô vào tháng 8 năm 1938 và nhận được thẻ đảng số 1859118 trực tiếp từ tay Molotov trong chuyến thăm bí mật đến Moscow. Tân Cương dưới thời Thịnh chỉ là một phần lãnh thổ Trung Quốc trên danh nghĩa, mọi hành động của Thịnh đều do Tổng lãnh sự quán Liên Xô tại Địch Hóa (Hán tự: 迪化, nay là Urumqi) chỉ thị. Trong những năm tại vị, ông nổi tiếng là kì thị người thiểu số (nhất là người Hồi và người Kazakh), cũng như là người tàn nhẫn và thích sử dụng đòn tra tấn.
Đến năm 1942, thấy Liên Xô suy yếu vì Thế chiến II, ông quay sang chống Xô viết, trục xuất các cố vấn Xô viết và xử tử nhiều đảng viên Cộng sản người Hán, kể cả Mao Trạch Dân, em trai Mao Trạch Đông, hòng giành được sự ủng hộ của Quốc dân đảng. Tuy nhiên, khi chiến tranh xoay chuyển có lợi cho Liên Xô sau Trận Stalingrad, Thịnh lại âm mưu loại bỏ Quốc dân đảng và xin viện trợ Xô viết, nêu rõ trong một bức thư của ông gửi cho Stalin. Stalin từ chối giúp đỡ Thịnh, và gửi lá thư của ông cho lãnh tụ Quốc dân đảng Tưởng Giới Thạch, trong khi Thịnh đánh giá quá thấp tầm ảnh hưởng của Quốc dân đảng tại Tân Cương. Quốc dân đảng loại bỏ Thịnh vào tháng 8 năm 1944.
Trần Lập Phu kể lại những lần gặp gỡ Thịnh trong hồi ký của mình "The storm clouds clear over China: the memoir of Chʻen Li-fu, 1900-1993", theo ông ta, Thịnh rất đa nghi với mọi người xung quanh, đến mức sắp sẵn "súng máy trước tư dinh vào ban đêm... các tủ văn kiện đều khóa kín".
Ông rời Tân Cương vào ngày 11 tháng 9 năm 1944, để nhận chức Bộ trưởng Nông Lâm trong chính quyền Trung Hoa Dân Quốc. Đi cùng ông là khoảng 50 xe tải, chứa đầy những của cải vơ vét được trong 15 năm tại Tân Cương, bao gồm vàng (khoảng 1,500 kg) và bạc (khoảng 15,000 kg). Sau đó ông trốn sang Đài Loan cùng Quốc dân đảng vào cuối Nội chiến Trung Quốc. Năm 1958, ông cùng viết quyển Sinkiang: Pawn or Pivot với Allen S. Whiting.
Thịnh có bốn người con hai trai hai gái. Hai con gái của ông được sinh tại Tân Cương.